# 너태샤 바셋
너태샤 앤 바셋(Natasha Anne Bassett, 1992년 10월 16일 ~ )은 오스트레일리아의 배우이다.